# Charlotte Perkins Gilman
Charlotte Perkins Gilman, (Hartford, Connecticut, 1860. július 3. – Pasadena, Kalifornia, 1935. augusztus 17.) amerikai író, feminista. Legismertebb szépirodalmi műve az eredetileg 1892-ben megjelent A sárga tapéta című novella.

## Életútja
Charlotte Perkins Gilman 1860. július 3-án született Hartford-ban.

## Magyarul megjelent művei
- A nő gazdasági helyzete. Tanulmány a férfi és nő közötti gazdasági viszonyról, mint a társadalmi evolúció tényezőjéről; fordította: Schwimmer Rózsa; Politzer, Budapest, 1906 (Társadalomtudományi könyvtár)